# Спартакијада
Спартакијада је првобитно био назив за међународни спортски догађај који је Совјетски Савез организовао истовремено и као конкурентску и као допунску олимпијаду. Име је изведено од имена вође побуне робова, Спартака, и требало је да симболизује међународни пролетаријат јер је Спартаков устанак ујединио робове са простора целог Римског царства. Спартак је такође симболизовао супротност са аристократским античким олимпијским играма на којима су модерне „капиталистичке“ олимпијске игре биле засноване. Прва зимска спартакијада је одржана фебруара 1928. у Ослу, а прва летња спартакијада августа 1928. у Москви.
Године 1952, Совјетски Савез је одлучио да се придружи олимпијском покрету, и престало је организовање међународних спартакијада. Међутим, назив је опстао у имену интерних спортских догађаја који су организовани у Совјетском Савезу на разним нивоима, од локалних, па до спартакијаде народа Совјетског Савеза (рус. Спартакиада народов СССР). Ова манифестација је одржавана двапут у сваке четири године: зимска спартакијада и летња спартакијада, са међународним учешћем. Прва совјетска спартакијада је одржана 1956. Ови догађаји су имали огроман значај за совјетски спорт. У њима је могао да учествује свако - од обичних људи до врхунских спортиста. На пример, број учесника 6. летње спартакијаде народа СССР је био 90 милиона (што је двапут више од броја спортиста у СССР у то време), укључујући 8,300 „мастера спорта“ СССР. У 3. зимској спартакијади народа СССР је учествовало 20 милиона људи, уљкучујући око 1.000 „мастера спорта“ СССР. Значај зимских и летњих спартакијада народа СССР се такође може видети и по томе што је за сваку од њих издата комеморативна серија поштанских марки у милионским тиражима (пример таквих поштанских марки се може видети на слици).
Такође је постојала и „омладинска спартакијада“. Још један спортски догађај истог имена, спартакијада синдиката (рус. Спартакиада профсоюзов), је опстала у многим пост-совјетским републикама као што су Русија, Белорусија, Украјина и Узбекистан.
Назив спартакијада је коришћен и за масовне гимнастичке приредбе  Архивирано на веб-сајту  (19. мај 2011), , које су одржаване сваких пет година на стадиону Страхов у Прагу, Чехословачка, у доба комунизма. Први догађај са овим именом је међутим одржан још 1921, и његов иницијатор, Јиржи Чалупецки се сматра аутором назива „спартакијада“.
Шест сличних догађаја је одржано и у Албанији током комунистичке владавине (1959, 1969, 1974, 1979, 1984, и 1989).
Године 1984, Совјетски Савез је организовао Игре пријатељства, намењене земљама које су бојкотовале Летње олимпијске игре 1984.